# 이향숙 (수학자)
이향숙(1963년~)은 이화여자대학교 제18대 총장이다.
2024년 11월 28일 이화여자대학교 제18대 총장으로 선임되었으며, 2025년 2월부터 임기를 시작하였다. 또한, 2017년에 70년 역사의 대한수학회에서 여성최초로 학회장에 선출되어 2017년부터 2018년까지 제24대 대한수학회장을 역임하였다. 

## 학력
1982년 서문여고를 졸업하고 1986년 이화여자대학교에서 수학과 학사학위를 취득하였으며, 1988년 이화여자대학교 대학원 수학과에서 석사학위를, 1993년 Northwestern 대학교 대학원 수학과에서 박사학위를 취득하였다.

## 경력
1995년 이화여자대학교 자연과학대학 수학과 교수로 부임하여 암호학을 전공하는 수학자로 교육 및 연구 활동을 하고 있다. 오랫동안 공개키 암호에서 겹선형함수 기반 암호에 대한 연구를 해왔으며 최근에는 Post Quantum 암호인 Lattice 기반 암호, 동형암호 등에 대하여 관심을 갖고 연구 및 학술 활동을 수행하고 있다. 
전문수학자로서의 개인적인 교육 및 연구 활동뿐 아니라 수학계 및 과학기술계 등에서 다양한 활동을 통해 국가과학기술 발전 및 진흥을 위해 역할을 해 왔다. 특히 2014 세계수학자대회 조직위원회 수석부위원장, 집행위원, 대외협력위원장을 겸임하며 대회 준비과정에서 모든 주요 기획 및 의사결정에 참여하면서 대회가 성공적으로 개최되어 대한민국이 국내외적으로 위상이 제고되고 수학계 발전을 견인하는데 크게 기여하였다. 또한, 1946년에 창립된 역사를 가진 대한수학회에서 2017년에 최초의 여성 회장으로 선출되어 후배들에게 자긍심을 심어 주고 양성평등을 실현하는 역할 모델로서 귀감이 되었다. 2017년부터 2년 동안 대한수학회 회장으로서 수학계의 연구력 증진을 통한 글로벌 위상 제고, 미래세대를 위한 수학교육 강화, 산업 수학 활성화, 대중적 창의 교육을 위한 수학 문화 확산, 수학의 지평 확대를 통한 사회적 기여 등을 주요 미션으로 직무를 수행하였다.
2010년부터 2년 동안 한국연구재단 수리과학단장 및 자연과학단장 업무 수행을 통해 자연과학 분야의 R&D 사업 기획, 선정, 평가, 관리 등 제반 업무를 총괄하며 자연과학분야의 연구개발 활성화 및 기초연구 진흥에 기여하였다. 또한, 단장 임기 중 여성과학기술인들의 기초연구사업 지원 확대를 통하여 그들의 역량 증진 및 권리 향상을 위해 기여한 바 있고, 한국여성수리과학회 및 여성과학기술인단체 임원으로서 여성과학기술계 발전을 위해서도 다양한 활동을 하였다. 한편, 2010년 국가과학기술위원회 운영위원, 2015년 국가과학기술심의회 기초기반 전문위원, 2008년 기초과학기술위원회 위원 등 정부위원회 및 과학기술 단체에서의 활발한 활동을 통하여 과학기술정책, R&D 정책 및 투자 전략, 예산안 분배 등 국가과학기술발전을 위한 정책적 의사결정에 참여하며 공정하고 책임감 있는 전문가로서도 많은 일을 해왔다. 또한 한국연구재단(NRF) 이사, 국가과학기술연구회(NST) 이사, 기초과학연구원(IBS) 이사, 한국과학기술단체총연합회 감사 등을 맡으며 과학기술계에서 활발히 활동하고 있다.

## 수상
2014 서울세계수학자대회 조직위원회 수석부위원장, 집행위원, 대외협력위원장으로 활동하며 대회를 성공적으로 개최함으로써 국제적으로 대한민국의 위상을 높이고 국내 수학계가 비약적으로 발전하는데 기여한 공로로 ‘2016년 올해의 여성과학기술인상’을 수상하였다.  
- 서울특별시 문화상 (학술부문) (2023.10.20)
- 이화여대 수학과 자랑스러운 동문상 (과학기술진흥부문) (2023.09.22.)
- 대한수학회 공로상(2021.10)
- 2016 올해의 여성과학기술자상 (진흥부문) (2016.12)
- 대한수학회 특별공로상 (2015.10)
- 이화여대 연구비 우수교수 (2013, 2014, 2015, 2016, 2020, 2021, 2022, 2023)

## 대표 연구성과
[연구성과] Pairing기반 암호에서 새로운 방식의 효율적 pairing 계산 알고리즘 개발
: 이 연구는 pairing 계산을 효율적으로 하는 알고리즘을 제시한 결과로 다양한 새로운 겹선형 함수들이 생성되게 하는 중요한 성과로 인정받았으며 후속연구에 큰 영향을 주었다.
(논문) Tate-pairing implementations for hyperelliptic curves y^2=x^p+x+1 (with Iwan Duursma), Advances in Cryptology-Asiacrypt 2003, Springer-Verlag, Vol. 2894, Lecture Notes in Computer Science, pp.111-123, 2003

[연구성과] 가장 효율적인 최적의 겹선형함수, R-ate pairing 개발
: 이 연구는 R-ate pairing이라 부르는 초/타원곡선에서의 새로운 겹선형 함수 구조를 제안한 것으로 기존의 어느 pairing 보다 효율적으로 계산되는 장점을 갖는다. 이 연구결과로 실제 pairing 기반 암호시스템 활용 단계에서 가장 효율적인 R-ate pairing을 사용하게 함으로써  실용적인 측면에 기여하였다.    
(논문) Efficient and Generalized Pairing Computation on Abelian Varieties, (with Eunjeong Lee and Cheol-Min Park), IEEE Transactions on Information Theory, Vol.55, No.4, pp.1793-1803, 2009

기타 성과는 개인 홈페이지 참조: http://www.ewha.ac.kr/ewha/intro/profile01.do